# Janina Szteliga
Janina Szteliga (ur. 29 sierpnia 1935 w Zebrzydowicach, zm. 21 października 2022) – polska robotnica, posłanka na Sejm PRL VI kadencji (1972–1976). 

## Życiorys
W pierwszej połowie lat 50. pracowała jako szwaczka i brygadzistka w Państwowym Szpitalu dla Psychicznie i Nerwowo Chorych w Zebrzydowicach, a od 1955 do 1957 jako świetlicowa i magazynierka w państwowym gospodarstwie rolnym w Głubczycach. Od 1961 była szwaczką, a potem brygadzistką w Głubczyckich Zakładach Przemysłu Dziewiarskiego „Unia”.
W 1953 przystąpiła do Związku Młodzieży Polskiej, a w 1964 do Polskiej Zjednoczonej Partii Robotniczej. Zasiadała w Wojewódzkiej Radzie Narodowej, a od 1972 do 1976 pełniła mandat posłanki na Sejm VI kadencji z okręgu Koźle, zasiadała w Komisji Przemysłu Lekkiego.

## Życie prywatne
Jej mężem był Edward Szteliga (1929–1998, także działacz PZPR), a synem Jerzy Szteliga (1953–2023; działacz PZPR, SdRP i SLD, poseł na Sejm III RP II, III i IV kadencji).
Została pochowana wraz z mężem na cmentarzu komunalnym na Półwsi w Opolu.